# Замыцкий, Василий Тимофеевич Большой
Василий (Большой) Тимофеевич Замыцкий по прозвищу Шумиха — московский дворянин, воевода на службе у московского князя Василия III.
Принадлежащее ему село Рождественское упоминается в межевой грамоте Ивана III при пожаловании сына Юрия городами Кашин и Дмитров. Имел семь братьев, среди которых было ещё два Василия, средний имел прозвище Жук, а младший — Толстый. В 1528 году был воеводой на Унже. Василий Тимофеевич Толстый в 1549 году был воеводой в Смоленске. Один из этих трёх Василиев был в 1549 году приставом при польских послах, а также в 1557 году описывал земли Старицы.